# Stenopogon mollis
Stenopogon mollis là một loài ruồi trong họ Asilidae. Stenopogon mollis được Loew miêu tả năm 1868. Loài này phân bố ở vùng Cổ Bắc giới.